# Ginger i Fred

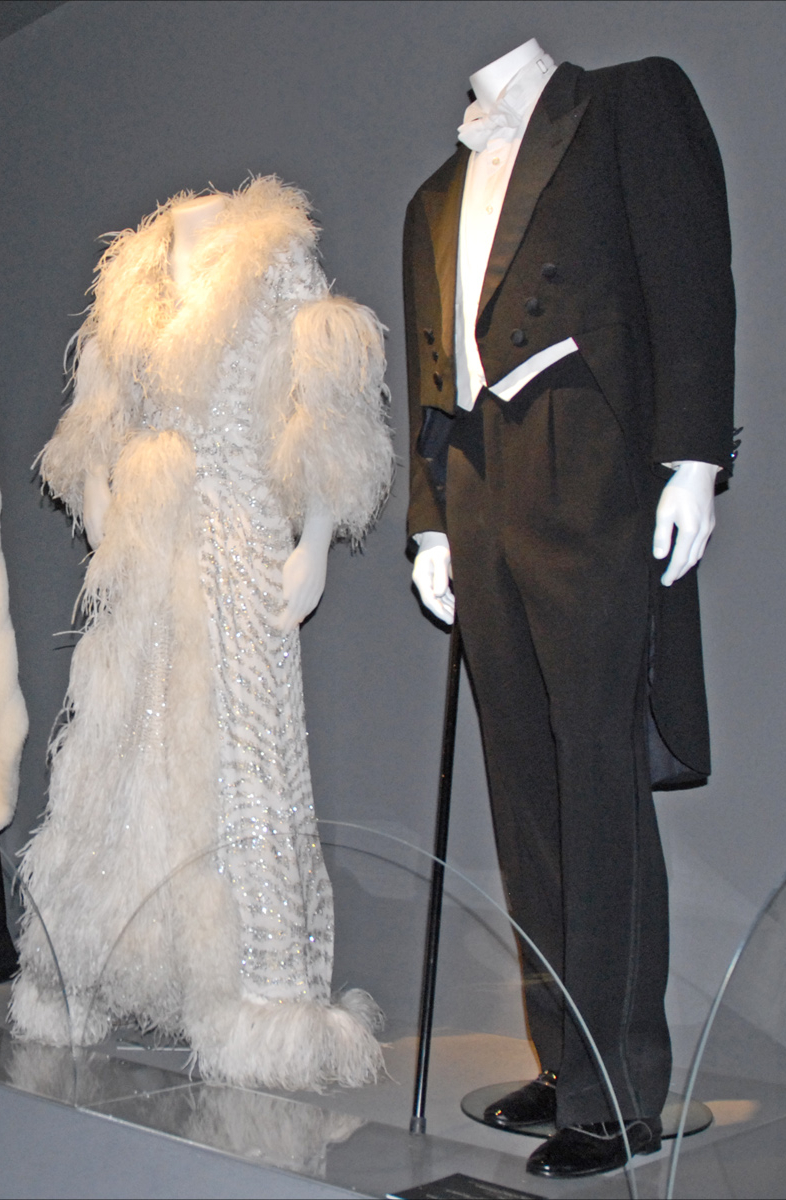
Kostiumy sceniczne dwojga głównych bohaterów.

Ginger i Fred (wł. Ginger e Fred) – włoski komediodramat z 1986 w reżyserii Federico Felliniego. Jest trzecim od końca filmem w dorobku reżysera i bywa uważany za część jego artystycznego testamentu. W rolach głównych wystąpili aktorzy znani z największych wcześniejszych dzieł Felliniego – jego żona Giulietta Masina oraz Marcello Mastroianni.

## Zarys fabuły
Amelia i Pippo przed wieloma laty byli gwiazdami estrady jako para tancerzy, powtarzająca wyczyny Freda Astaire'a i Ginger Rogers. Po zakończeniu kariery, bardzo długo nie utrzymywali kontaktów. Teraz, oboje mocno już podstarzali, spotykają się ponownie, skuszeni propozycją pewnej stacji telewizyjnej, która zaoferowała im pokaźne honorarium za ostatni wspólny występ w wielkim, rozrywkowym show. Film z jednej strony ukazuje przebieg ich spotkania po latach, a z drugiej kreśli obraz skrajnie skomercjalizowanej, kiczowatej popkultury.

## Obsada
- Giulietta Masina - Amelia „Ginger”
- Marcello Mastroianni - Pippo „Fred”
- Franco Fabrizi - gospodarz programu
- Friedrich von Ledebur - admirał
- Montanari Barbara - Bette Davis
- Salvatore Billa - Clark Gable
- Mario Conocchia - Conocchia
- Gabriella Di Luzio - Gabriella
- Moana Pozzi - niewymieniona w czołówce
- Friedrich von Thun - przemysłowiec
- Augusto Poderosi - transwestyta
- Martin Maria Blau - asystent producenta
- Totò Mignone - Toto
- Jacques Henri Lartigue - latający zakonnik
- Ginestra Spinola - kobieta, która nagrała duchy
- Barbara Scoppa - dziennikarka
- Nando Pucci Negri - asystent reżysera
- Elisabetta Flumeri - dziennikarka
- Francesco Casale - mafioso
- Cosima Chiusoli - Cosima Chiusoli
- Sergio Ciulli - syn kobiety, która nagrała duchy
- Antoine Saint-John - mężczyzna
- Elena Cantarone - pielęgniarka
- Daniele Aldrovandi - Marty Feldmann (sobowtór) (niewymieniony w czołówce)
- Ennio Antonelli - kelner (niewymieniony w czołówce)
- Claudio Botosso - dziennikarz przeprowadzający wywiad (niewymieniony w czołówce)
- Eolo Capritti - Kojak (sobowtór) (niewymieniony w czołówce)
- Federica Paccosi - tancerka (niewymieniona w czołówce)
- Alessandro Partexano - marynarz (niewymieniony w czołówce)
- Leonardo Petrillo - Marcel Proust (sobowtór) (niewymieniony w czołówce)

## Produkcja
- Film nakręcono w Rzymie w Lazio we Włoszech[1].

## Nagrody
- Złote Globy 1987 - najlepszy film obcojęzyczny (nominacja)
- BAFTA 1987 - najlepszy film obcojęzyczny (nominacja)